# Euryglottis guttiventris
Euryglottis guttiventris là một loài bướm đêm thuộc họ Sphingidae. Loài này có ở Bolivia, Ecuador, Peru và Argentina.
.
Cá thể trưởng thành mọc cánh vào tháng 6 và tháng 12.